# Karl Paul Gebhardt
Karl Paul Gebhardt (* 25. Januar 1905 in St. Veit, Kärnten; † 13. September 1941 in der UdSSR) war ein österreichischer Politiker (NSDAP).

## Leben und Wirken
Nach dem Besuch der Volksschule arbeitete Gebhardt seit seinem zwölften Lebensjahr als Hilfsarbeiter beim Bau. Mit dreizehn wurde er Jagdbursche auf einem Gut. Ein Jahr später begann er eine Lehre, die er im Mai 1922 abschloss. Anschließend arbeitete er drei Monate lang in einer Kohlengrube in der Steiermark und dann neun Monate in einem Walzwerk in Donawitz. Von 1923 bis 1924 verdiente er seinen Lebensunterhalt als Maschinenschlosser im Zementwerk Wietersdorf und dann bis 1926 als Hilfsarbeiter in Tirol und Vorarlberg. Es folgten Beschäftigungen als Vorarbeiter und Oberbauarbeiter bei der Österreichischen Bundesbahn. Von 1927 bis zum Oktober 1929 war Gebhardt im Baubezirk St. Veit in der Straßenverwaltung als Chauffeur tätig. Bis März 1928 arbeitete er für die Autounternehmung Trampitsch in Friesach.
1932 schloss Gebhardt sich angeblich der NSDAP an. Zwischen Oktober 1932 und Juli 1934 war er Führer des Nationalsozialistischen Kraftfahrkorps (NSKK) in Kärnten, zuletzt im Rang eines Obertruppführers. Nach der Neuorganisation der NSDAP im September 1934 wurde er mit dem Wiederaufbau der politischen Organisation im Kreise St. Veit betraut. Von 1935 bis September 1936 war er Sturmbannführer der SA. Im November 1936 wurde er abberufen und war Gauobmann der Nationalsozialistischen Betriebszellenorganisation (NSBO) von Kärnten und Osttirol. Im Mai 1938 wechselte er von der NSBO zur Deutschen Arbeitsfront (DAF) und war bis zu seinem Tode DAF-Gauamtsleiter und Gauobmann für Kärnten.
Nach dem „Anschluss“ Österreichs an das Deutsche Reich trat Gebhardt zum 1. Mai 1938 offiziell der NSDAP bei (Mitgliedsnummer 6.160.283) und war von April 1938 bis zu seinem Tod 1941 Abgeordneter für das Land Österreich im nationalsozialistischen Reichstag. Nach seinem Tod wurde sein Mandat von Peter Feistritzer weitergeführt.
Gebhardt starb im September 1941 als Teilnehmer des Zweiten Weltkrieges bei Kampfhandlungen. Die Datenbank der Kriegsgräberfürsorge gibt den Murmansk-Abschnitt als Todes-/Vermisstenort an.